# Nationaal Park Gór Stołowych
Nationaal Park Gór Stołowych (Pools: Park Narodowy Gór Stołowych) (Nederlands: Tafelbergen) is een nationaal park in Zuidwest-Polen. Het park ligt in de woiwodschap Neder-Silezië in het Poolse deel van de Stołowe-bergen. Het park werd opgericht in 1993 en is 63 vierkante kilometer groot. Het landschap bestaat uit lage bergen, veen, bossen en rotsformaties. In het park leeft edelhert, egel, adder, eekhoorn. De Hoofdsudetenroute loopt door het park.

## Afbeeldingen

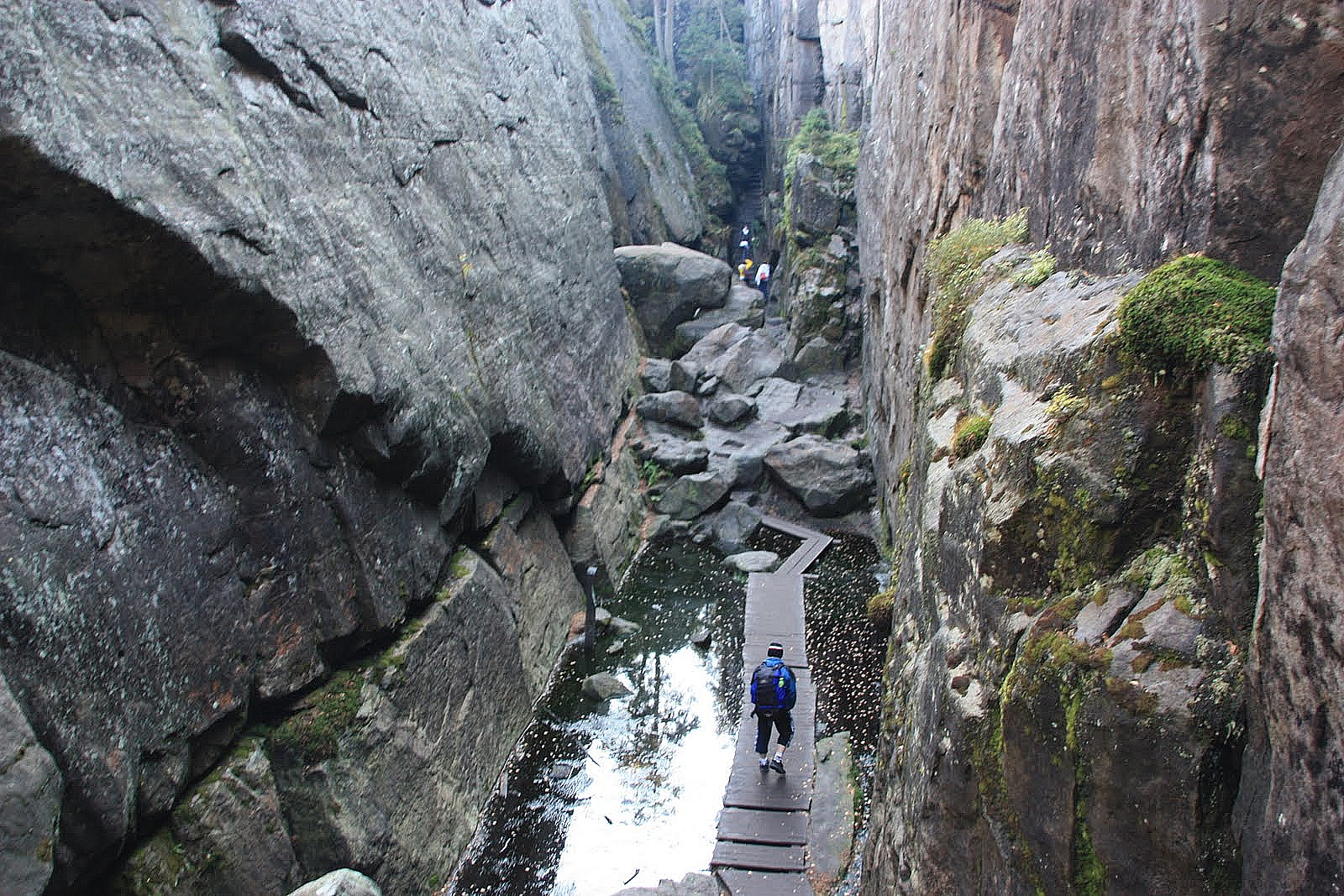
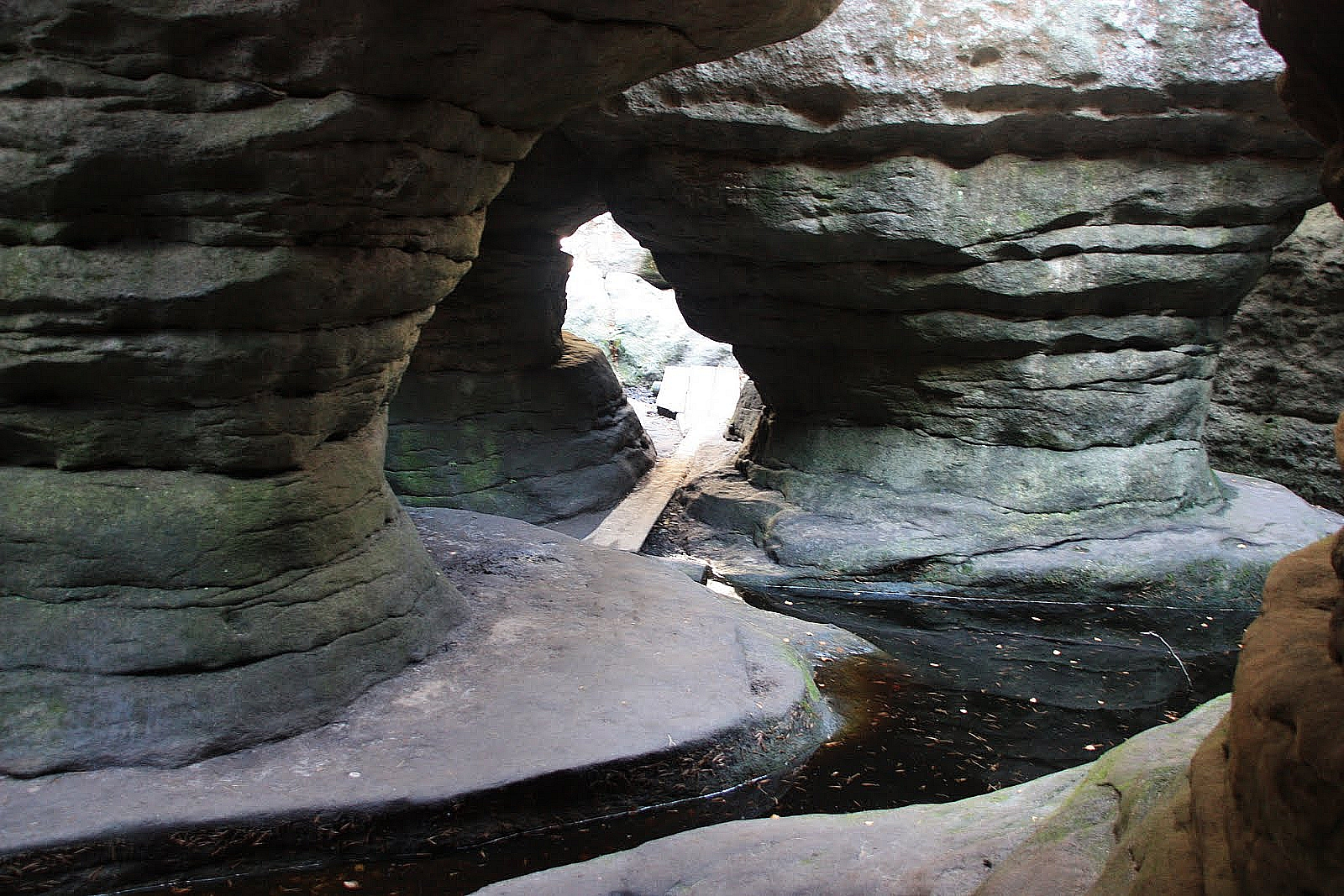
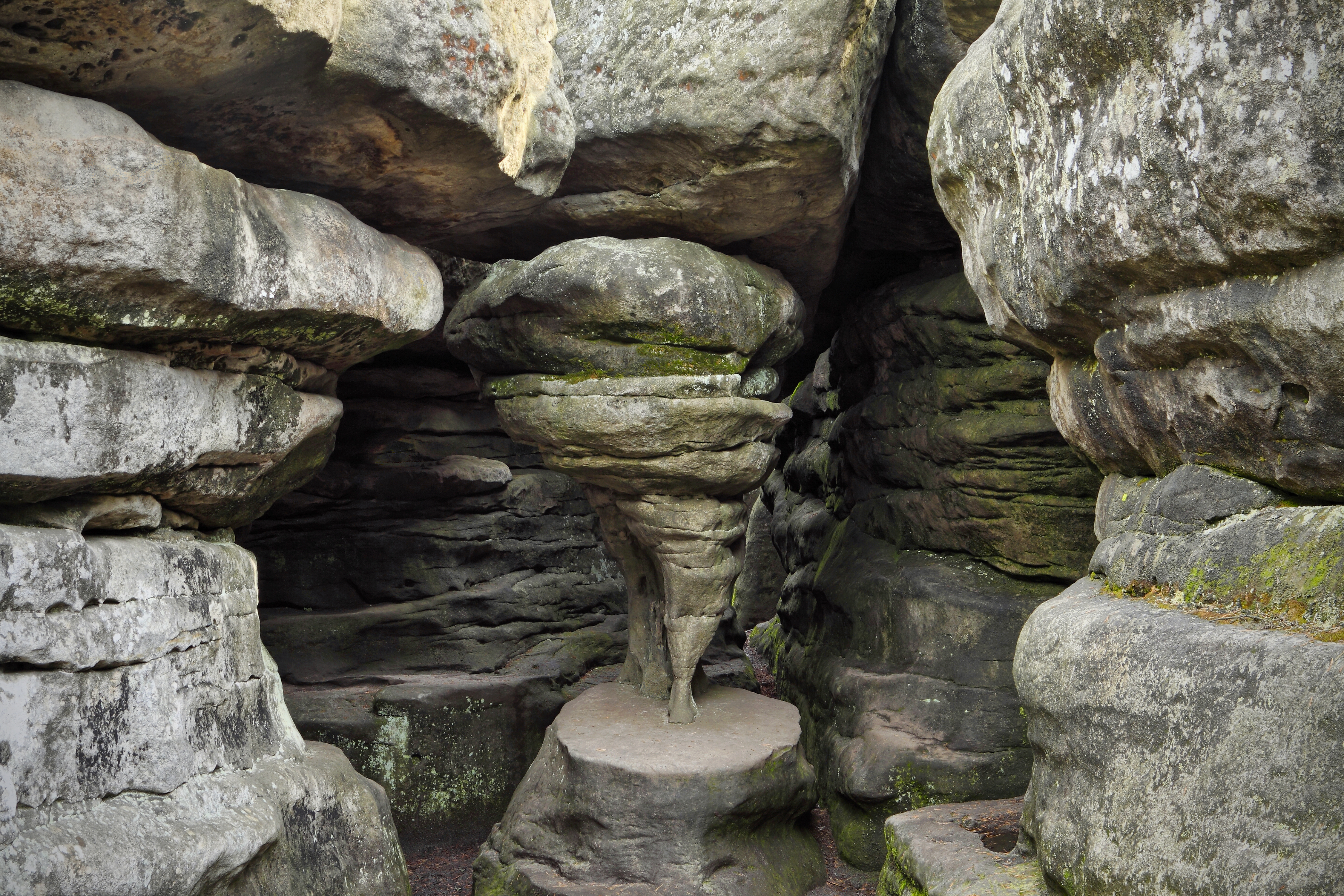
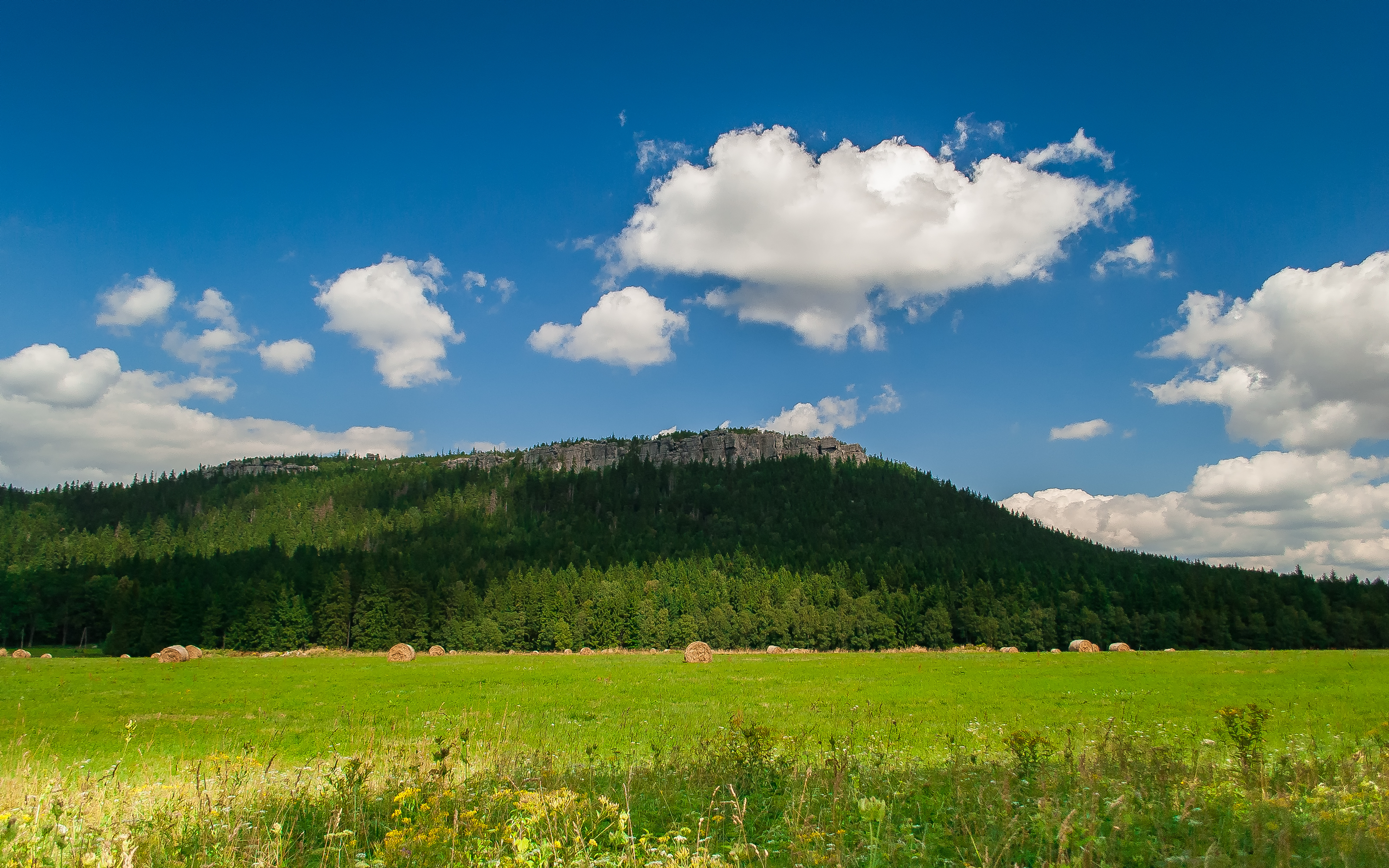
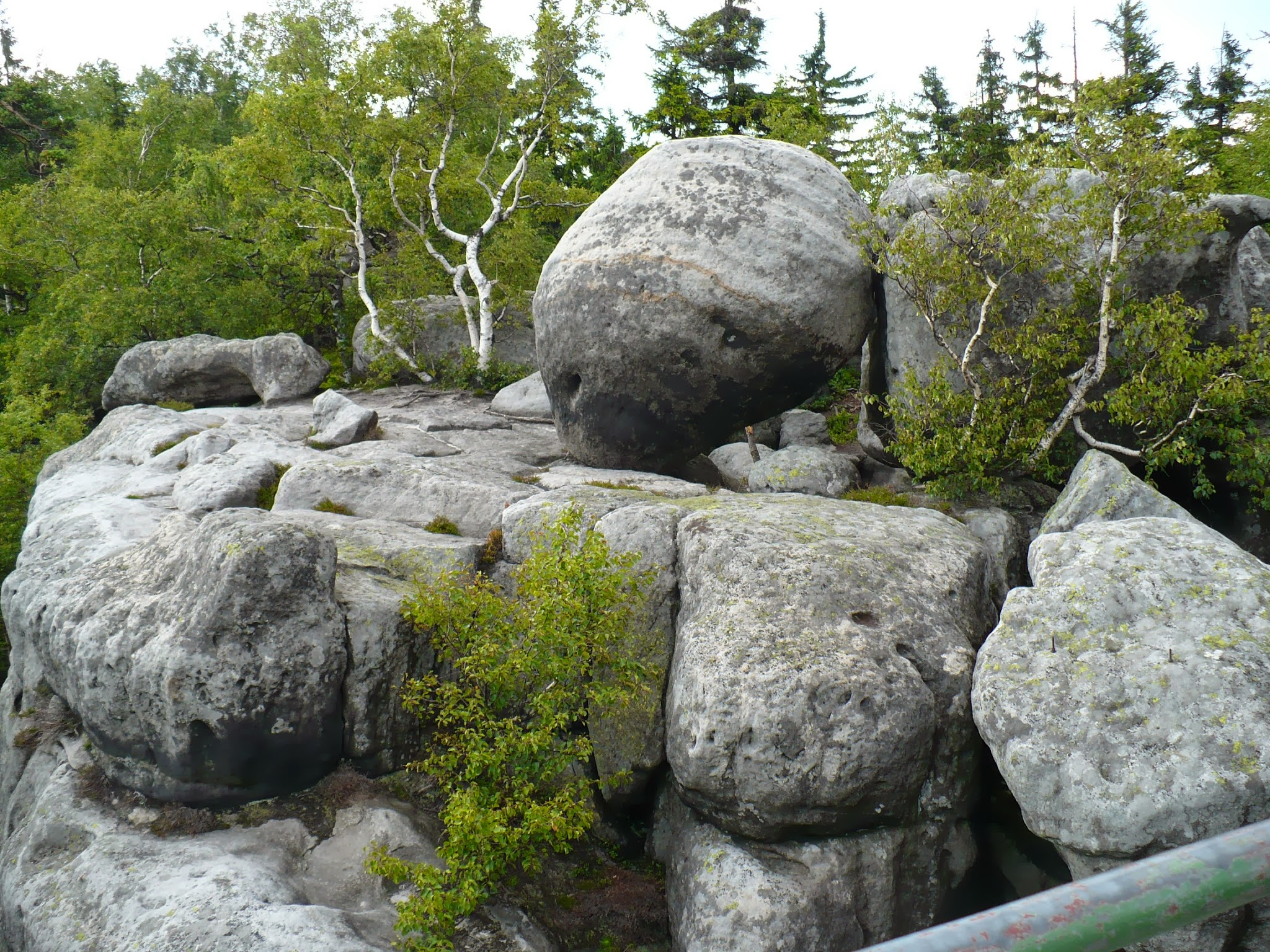
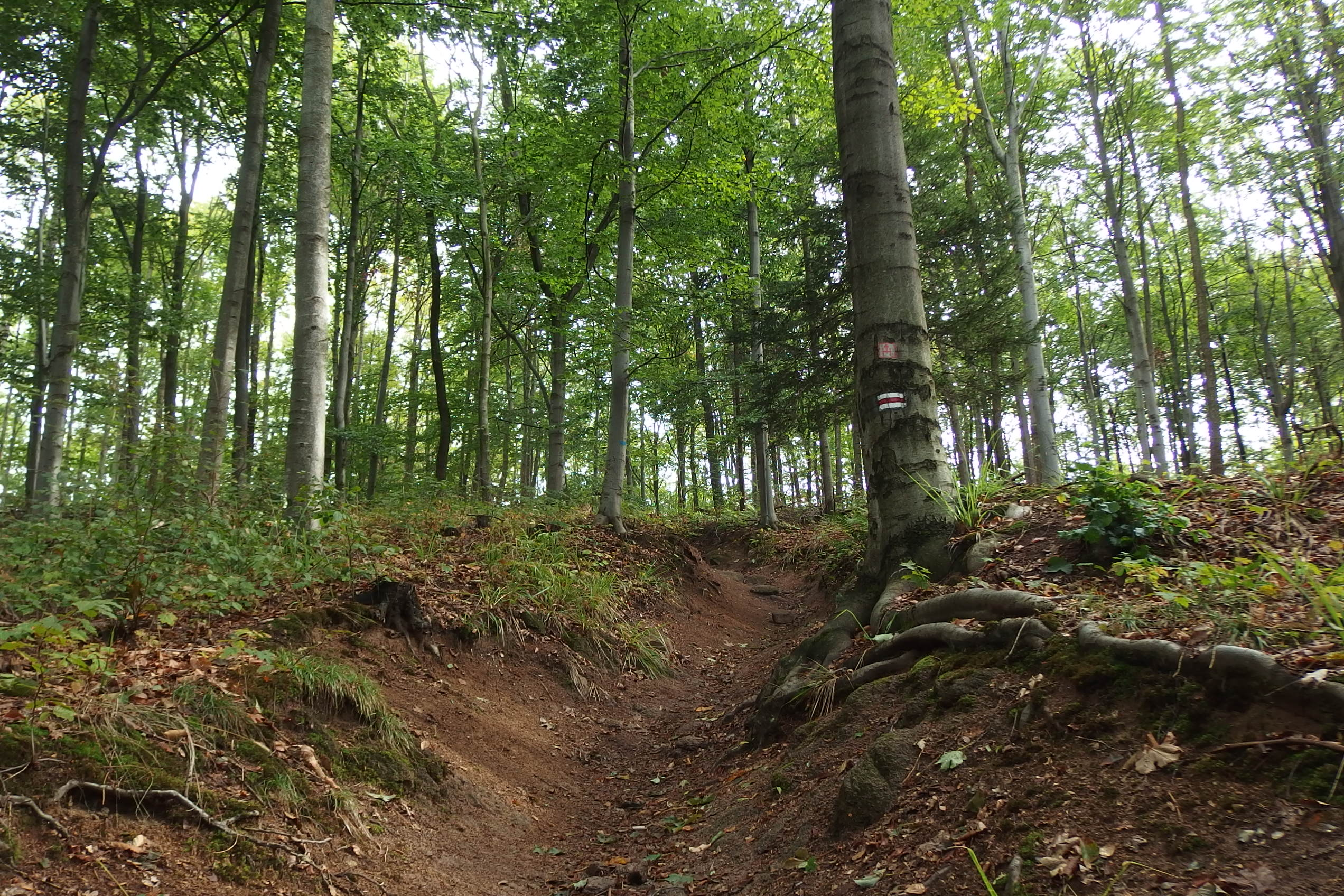
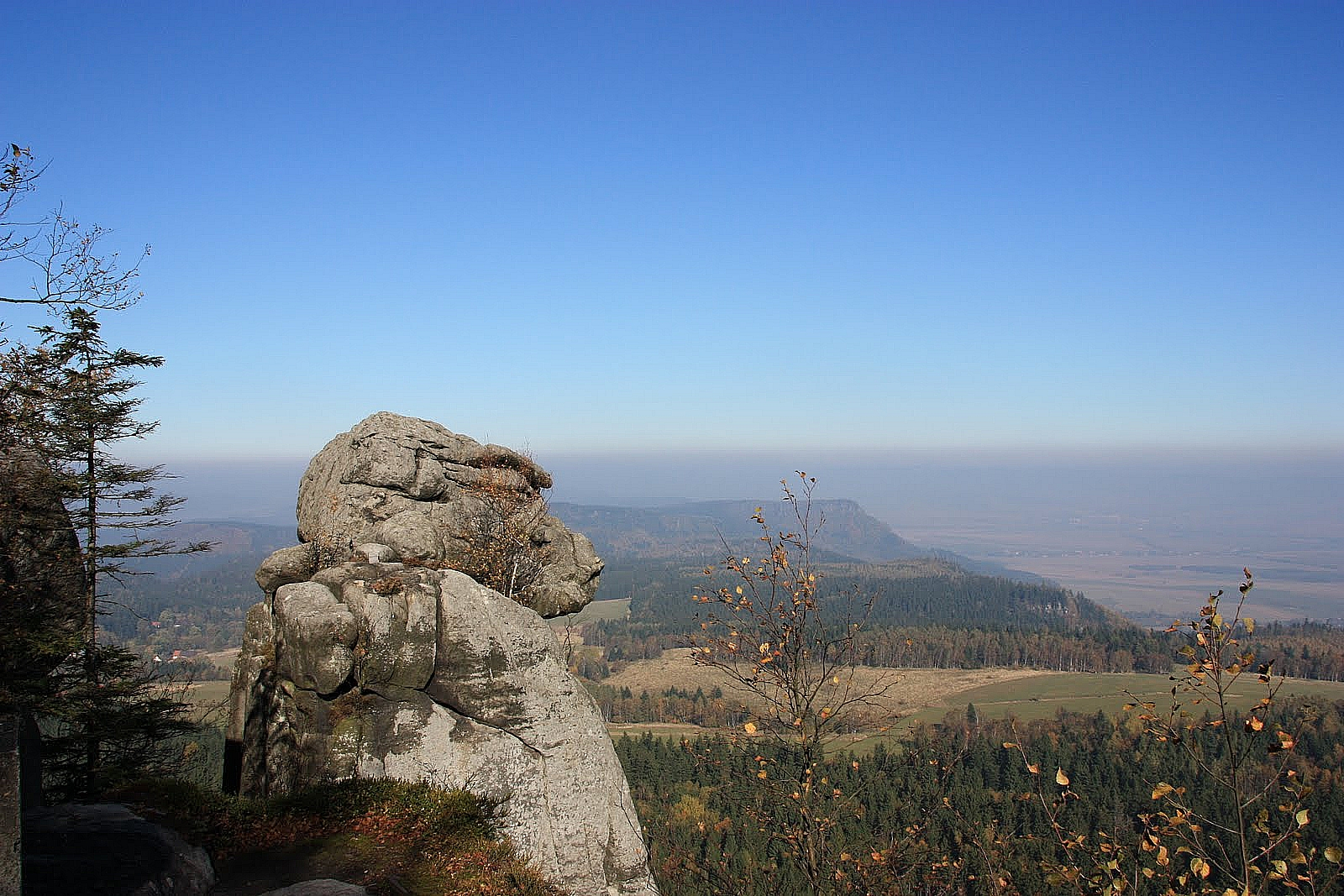
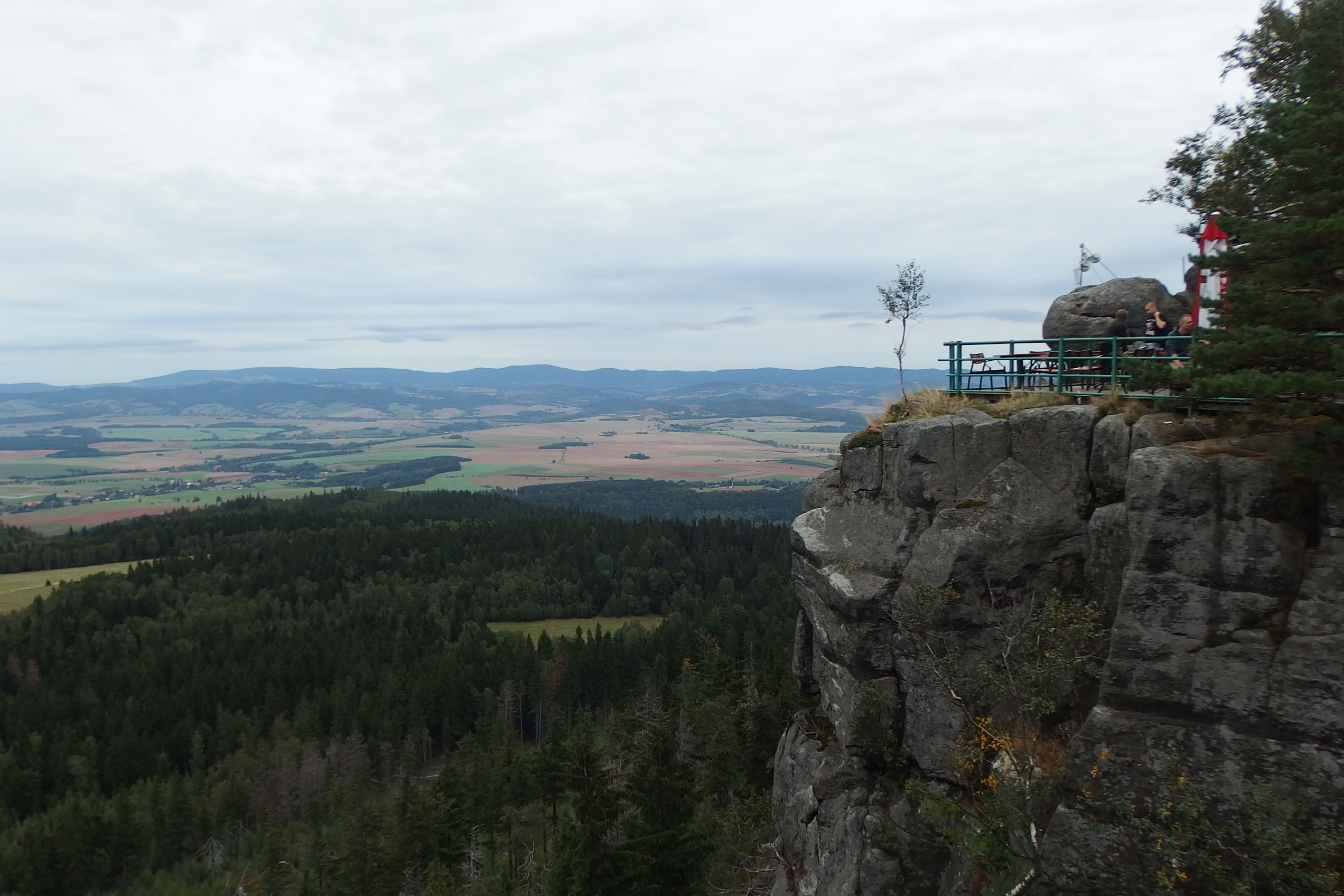
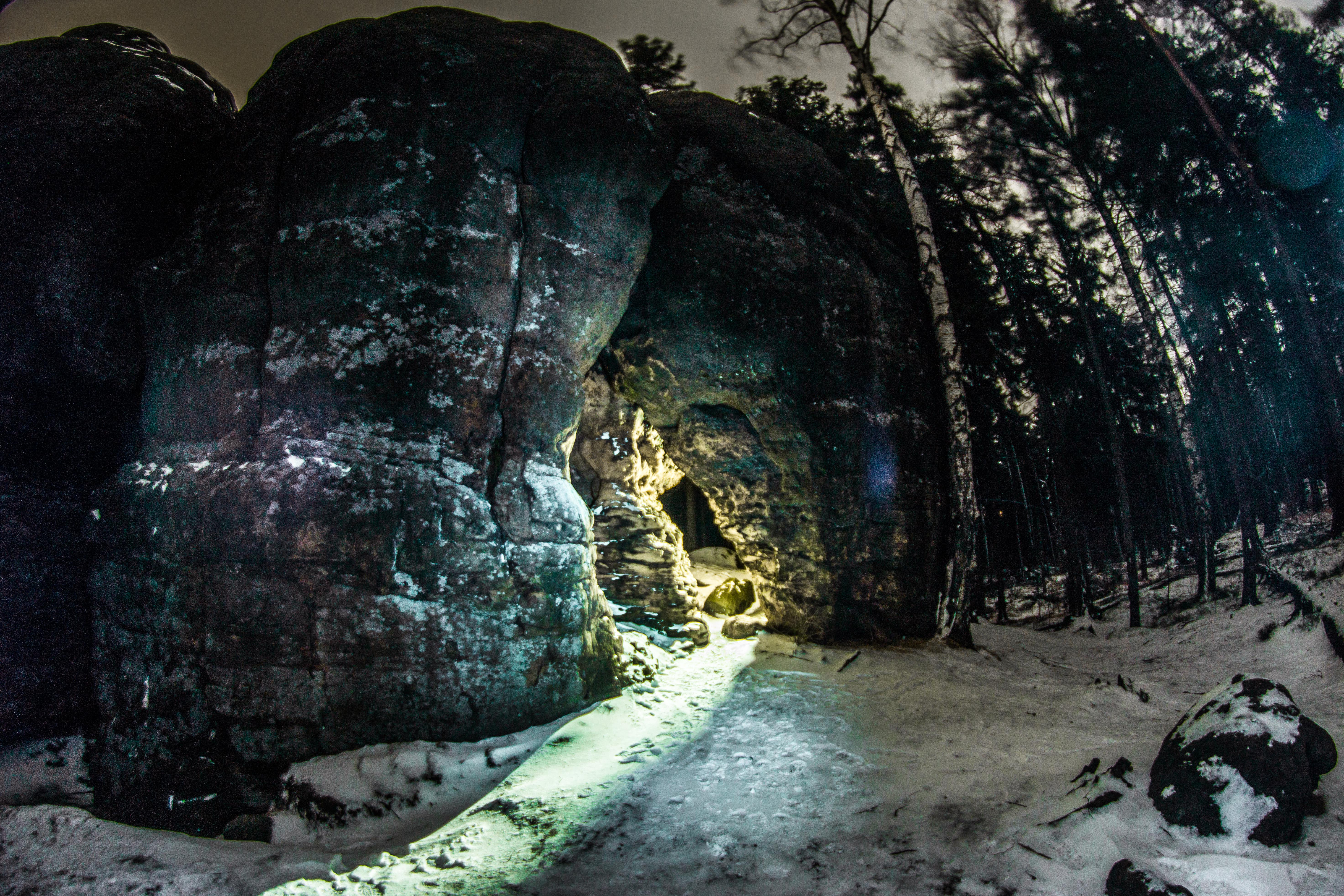
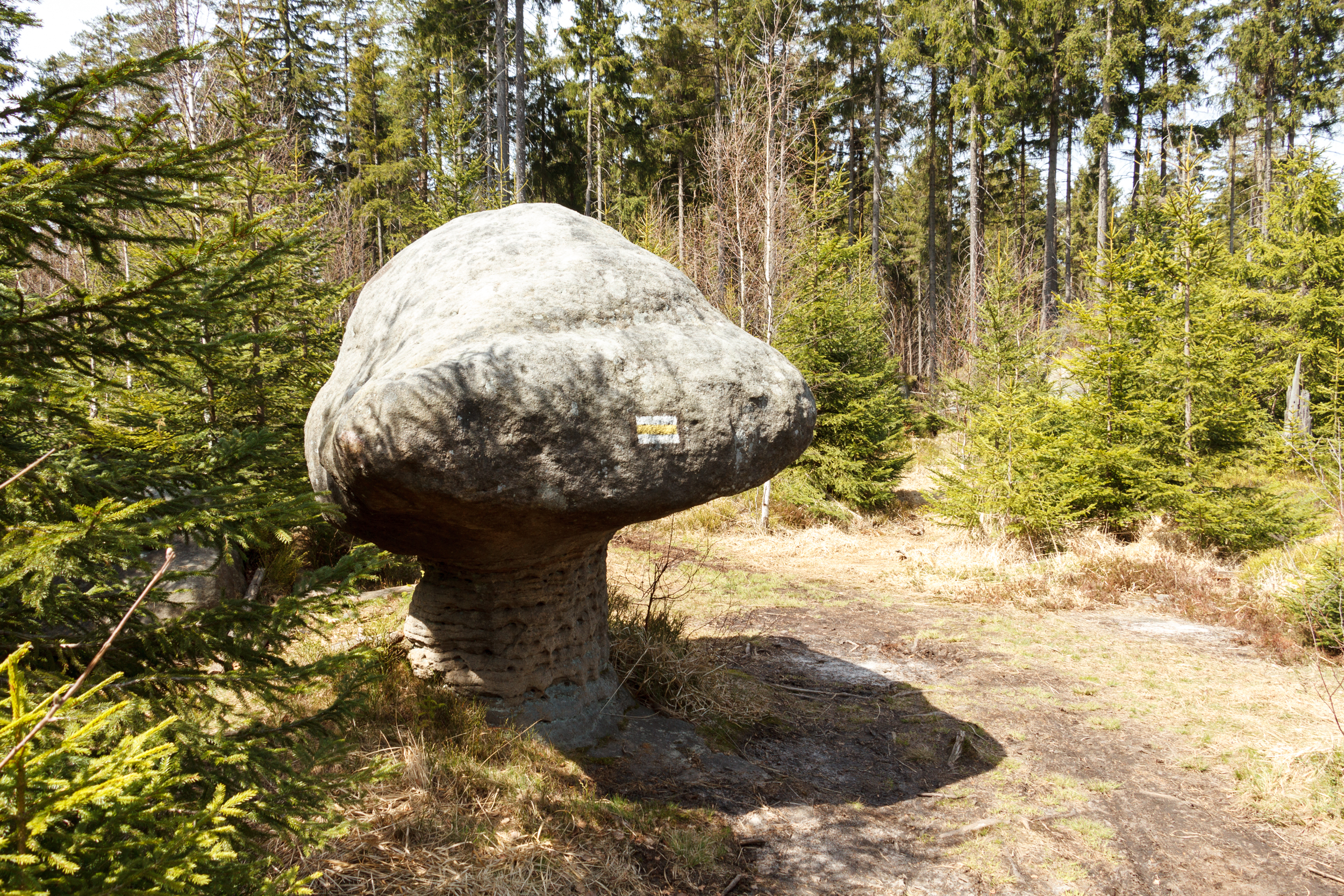
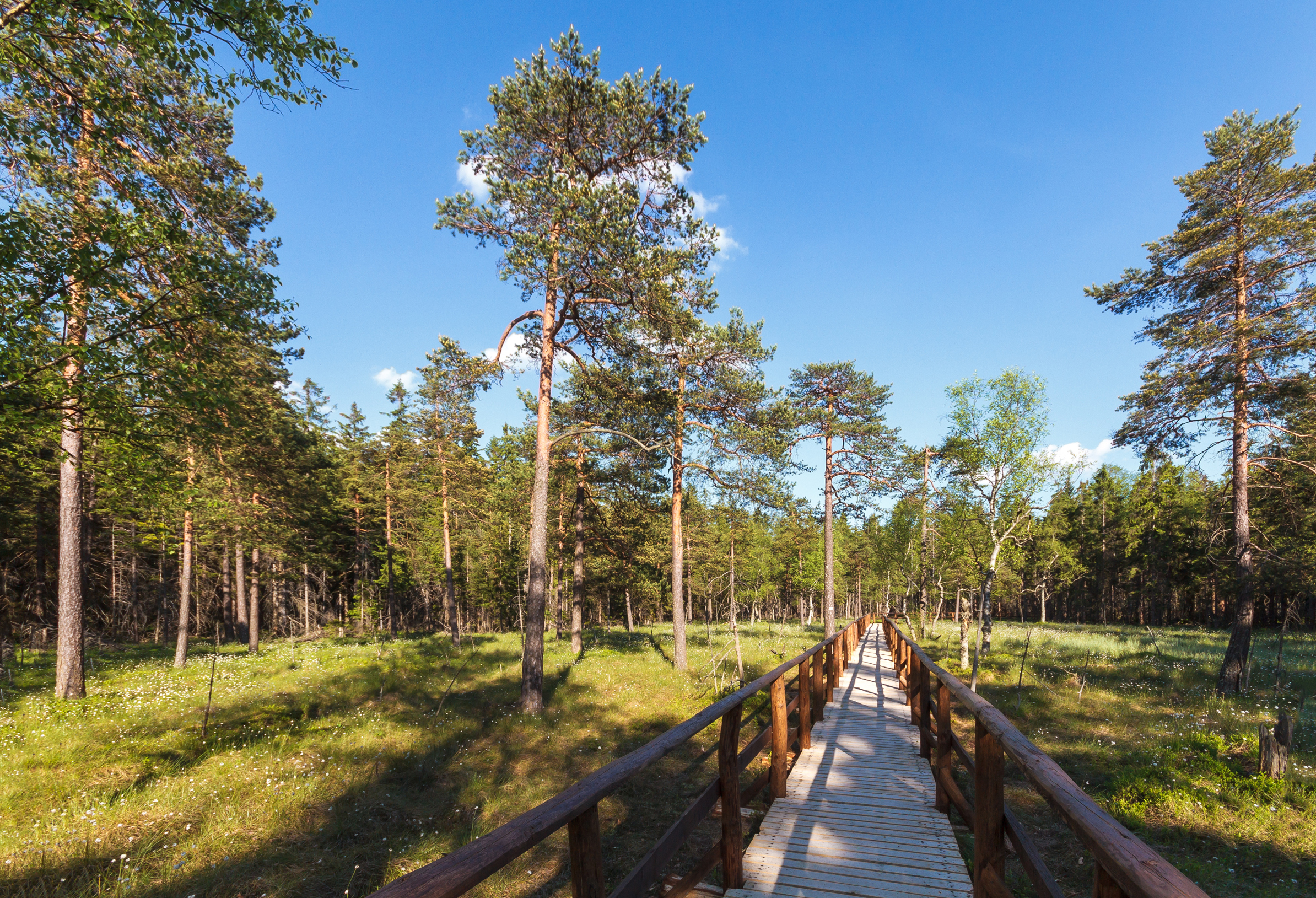